# Władimir Kuliszow
Władimir Kuliszow, ros. Владимир Григорьевич Кулишов (ur. 20 lipca 1957 w obwodzie rostowskim) – rosyjski generał armii, oficer rosyjskich służb specjalnych od sierpnia 1982.
W organach bezpieczeństwa od sierpnia 1982, od marca 2013 pełni służbę na stanowisku pierwszego zastępcy dyrektora Służby Pogranicznej FSB Rosji.